# Glutatione gamma-glutammilcisteiniltransferasi
La glutatione gamma-glutammilcisteiniltransferasi è un enzima appartenente alla classe delle transferasi, che catalizza la seguente reazione:
glutatione + [Glu(-Cis)]n-Gly ⇄ Gly + [Glu(-Cis)]n+1-Gly